# يوسوكي إيديغوتشي
يوسوكي إيديغوشي (باليابانية: 井手口 陽介) (مواليد 23 أغسطس 1996) هو لاعب كرة قدم. يلعب مع منتخب اليابان تحت 23 سنة لكرة القدم. سبق له أن لعب في الألعاب الأولمبية الصيفية 2016 مع منتخب بلاده.

## وصلات خارجية
- يوسوكي إيديغوتشي على موقع الاتحاد الدولي (مؤرشف)  (الإنجليزية)
- يوسوكي إيديغوتشي على موقع رابطة كرة القدم اليابانية للمحترفين (اليابانية)
- يوسوكي إيديغوتشي على موقع قاعدة بيانات كرة القدم.إي يو (الإنجليزية)
- يوسوكي إيديغوتشي على موقع ناشيونال فوتبول تيمز (الإنجليزية)
- يوسوكي إيديغوتشي على موقع Soccerway.com (الإنجليزية)
- يوسوكي إيديغوتشي على موقع عالم كرة القدم.نت (الإنجليزية)
- يوسوكي إيديغوتشي على موقع كووورة
- يوسوكي إيديغوتشي على موقع أوليمبيديا (الإنجليزية)